# Vandborg Sogn
Vandborg Sogn er et sogn i Lemvig Provsti (Viborg Stift).
I 1800-tallet var Ferring Sogn anneks til Vandborg Sogn. Begge sogne hørte til Vandfuld Herred i Ringkøbing Amt. Vandborg-Ferring sognekommune var i 1962 med til at danne Klinkby Kommune, som ved kommunalreformen i 1970 blev indlemmet i Lemvig Kommune.
I Vandborg Sogn ligger Vandborg Kirke.
I sognet findes følgende autoriserede stednavne:
- Dalgård (bebyggelse)
- Hovdam (bebyggelse)
- Kvistgård (bebyggelse)
- Musholm (bebyggelse)
- Mægbæk (bebyggelse)
- Råbjerg (areal)
- Smedeby (bebyggelse)
- Strande (bebyggelse)
- Vandborg Kirkeby (bebyggelse)